# Marisol Romero

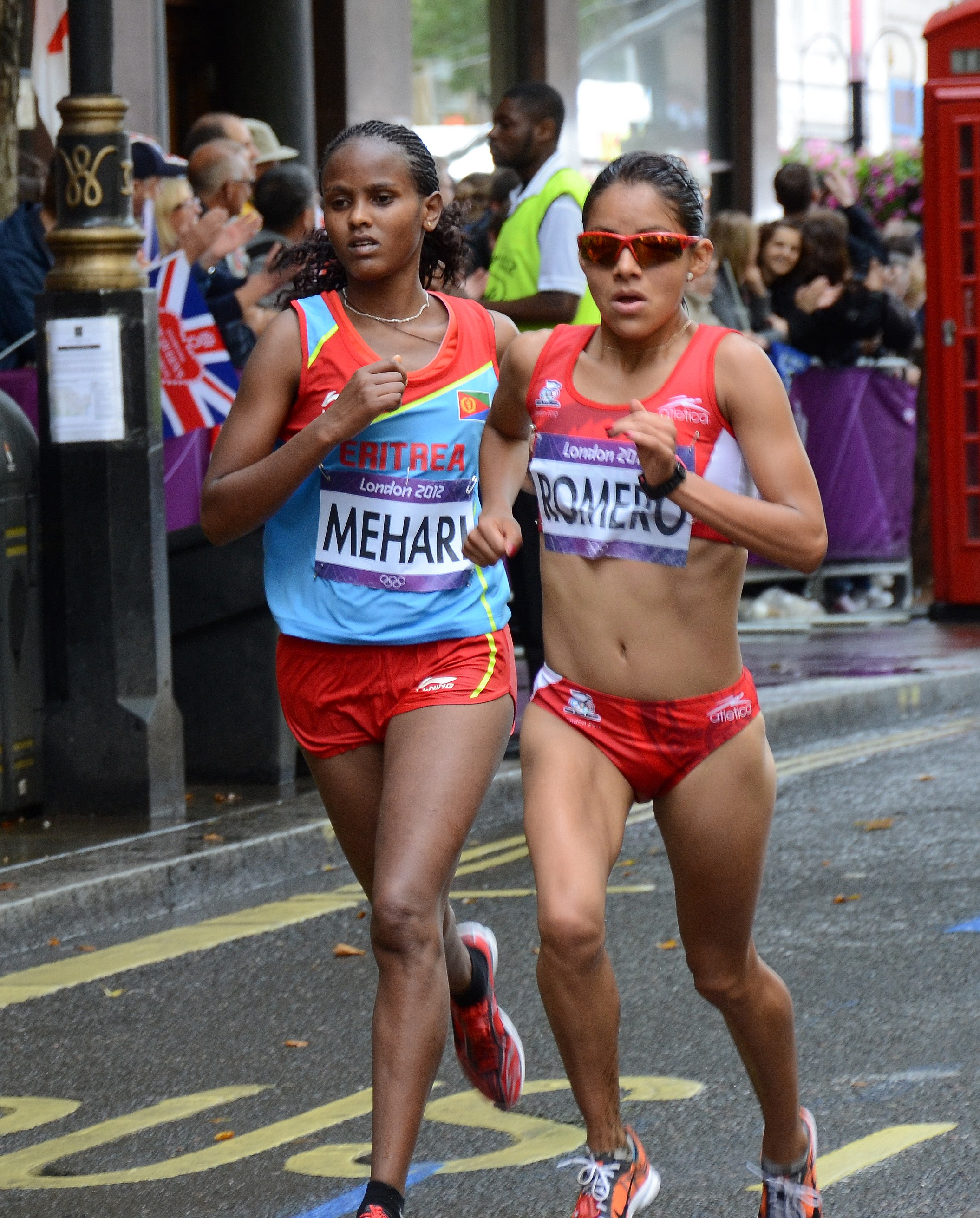
Marisol Romero (rechts) bei den Olympischen Spielen 2012

Marisol Guadalupe Romero Rosales (* 26. Januar 1983 in Mexiko-Stadt) ist eine mexikanische Langstreckenläuferin.

## Karriere
Bei den Halbmarathon-Weltmeisterschaften 2009 in Birmingham kam sie auf den 38. Platz.
2010 qualifizierte sie sich mit einem zweiten Platz bei einem nationalen Ausscheidungsrennen in Léon für den Marathon der Zentralamerika- und Karibikspiele in Mayagüez, bei dem sie Gold gewann. Bei den Halbmarathon-Weltmeisterschaften in Nanning belegte sie den 22. Platz.
Im Jahr darauf siegte sie bei den Zentralamerika- und Karibikmeisterschaften über 5000 Meter und feierte bei den Panamerikanischen Spielen in Guadalajara einen doppelten Triumph über 5000 und 10.000 Meter.
2012 qualifizierte sie sich durch einen Sieg beim Maratón de la Comarca Lagunera für die Olympischen Spiele in London, bei denen sie auf Rang 46 einlief. Bei den Halbmarathon-Weltmeisterschaften in Kawarna kam sie auf den 35. Platz.
2013 gewann sie den Guadalajara-Halbmarathon, verteidigte bei den Zentralamerika- und Karibikmeisterschaften ihren Titel über 5000 Meter und wurde bei den Weltmeisterschaften in Moskau Elfte über 10.000 Meter.

## Persönliche Bestzeiten
- 5000 m: 15:21,41 min, 17. Mai 2013, Los Angeles
- 10.000 m: 31:46,43 min, 28. April 2013, Palo Alto
- Halbmarathon: 1:12:18 h, 17. Februar 2013, Guadalajara
- Marathon: 2:31:15 h, 4. März 2012, Torreón